# لیبکوویتسه پود ریپم
لیبکوویتسه پود ریپم (به چکی: Libkovice pod Řípem) یک منطقهٔ مسکونی در جمهوری چک است که در ناحیه لیتومیریتسه واقع شده‌است. لیبکوویتسه پود ریپم ۷٫۹۴ کیلومتر مربع مساحت و ۵۴۱ نفر جمعیت دارد و ۲۲۰ متر بالاتر از سطح دریا واقع شده‌است.